# Васюкова, Татьяна Петровна
Татьяна Петровна Васюкова (родилась 12 июля 1968 года в Волгодонске) — российская хоккеистка на траве, в прошлом полузащитница клуба «Дончанка» и женской сборной России, ныне заведующая кафедрой физкультуры Волгодонского инженерно-технического института филиала научно-исследовательского ядерного института МИФИ (ВИТИ НИЯУ МИФИ) и судья международной категории (технический делегат) на матчах соревнований Федерации хоккея на траве России. Мастер спорта России международного класса.

## Биография
Воспитанница школы клуба «Дончанка», выступала в чемпионатах СССР, выиграла в 1989 году чемпионат Первой лиги и вышла с командой в Высшую лигу СССР. Неоднократная чемпионка России, финалистка Открытого кубка России 2001 года. В составе сборной России играла на чемпионате мира 2002 года и чемпионате Европы 2003 года (капитан команды).
Окончила школу №9 г. Волгодонск и Ростовский государственный университет по специальности «учитель физкультуры», в настоящее время возглавляет кафедру физкультуры Волгодонского инженерно-технического института (филиала НИЯУ МИФИ), где занимается организацией спортивных праздников и участием команд института во всероссийских соревнованиях. Также работала тренером в ДЮСШ «Вымпел» (г. Королёв, Московская область). Участница Всероссийской научно-практической конференции «Актуальные проблемы и перспективы теории и практики физической культуры, спорта, туризма и двигательной рекреации в современном мире» (22—23 апреля 2016, доклад «Здоровьеформирующие и здоровьесберегающие технологии в учебно-воспитательном процессе»).